# Nikki Ponte
Nikki Ponte (en griego: Νίκη Πόντε) nació el 1 de agosto de 1991 en Toronto, Canadá. Es una cantante canadiense. Ponte hizo famosa a través de su participación en la versión griega de la serie de talentos de televisión Factor X,donde obtuvo el tercer lugar. Nikki Ponte es de origen greco-chipriota y portugués. 

## Los primeros años
Ponte, nació en Toronto de padres inmigrantes. Su padre es portugués y su madre es originaria de Chipre. Ella ha estado tomando clases de ópera por 10 años y ahora ha sido un estudiante en una universidad de música en Canadá. Nikki habla con fluidez inglés y algo de griego.

## La ruta Factor X en el espectáculo
En vivo 1 - "Los sueños de adolescentes" 
- Live 2 - "Mamma Mia"
- Live 3 - "me perdiste"
- Live 4 - "Take It Off"
- Live 5 - "No Tengo Nada"
- Live 6 - "Ta Peiraia Tou Paidia"
- Live 7 - "Like A Prayer"
- Live 8 - "Lunes por la Mañana"
- En vivo 9 - "Respeto" / "Tú eres el que lo que quiero" (dueto con Dimitris Theodorakoglou)
- Live 10 - "Girl Only" / "Empire State of Mind"
- En vivo 11 - "All That Jazz" / "Teléfono"
- En vivo 12 - "Cuando me dices que me amas" / "Baby One More Time"
- En vivo 13 - "Woman In Love" / "Kommati Sou Kardia Apo Tin"
- En vivo 14 - "Bad" / "Hurt" / "Ypirches Panta" (dueto con Charis Antoniou) / "S" Agapo "(dueto con Alexandros Notas)

## Eurovisión 2011
Nikki Ponte eligió la canción "I Don't Wanna Dance",con música y letra de Jonas Saeed y Sjöberg Pia.La canción se realiza en inglés,y es de dance-pop con estilo.Ponte surgió durante la tercera temporada de Factor X en 2010,en la versión griega,y todavía participaba en la competencia de talento en el momento del anuncio de ERT.
- Datos: Q4973234